# Poštar 064 Belgrad
ŽOK Poštar 064 Belgrad ist ein serbischer Frauen-Volleyballverein in Belgrad.
Der Verein wurde 1952 gegründet und spielte von 1957 bis 1973 mit wechselndem Erfolg in der höchsten jugoslawischen Liga. Ab 1992 nahm Poštar am serbisch-montenegrinischen Pokalwettbewerb teil, den der Klub 1995, 2004 und 2005 gewann. Ab 2002 spielte Poštar in der höchsten serbisch-montenegrinischen Liga und gewann in deren letzter Saison 2005/06 die Meisterschaft. Von 2006 bis 2011 spielte Poštar in der serbischen Superliga. 2007, 2008 und 2009 gewann der Klub jeweils das nationale Double aus Meisterschaft und Pokalsieg. Außerdem spielte Poštar auf europäischer Ebene im CEV-Pokal (1998 bis 2004), im Top Teams Cup (2005 bis 2007) und in der Champions League (2007 bis 2009). Viele serbische Nationalspielerinnen waren bei Poštar aktiv: Jovana Brakočević, Bianka Buša, Ana Jakšić, Slađana Mirković, Diana Nenowa, Maja Ognjenović, Mina Popović, Silvija Popović, Marija Pucarević, Stefana Veljković und Bojana Živković.
2011 stieg Poštar 064 aus der serbischen Superliga ab.